# Playa de La Herradura (Granada)
La playa de La Herradura está situada en la localidad de La Herradura, perteneciente al municipio español de Almuñécar, en la provincia de Granada, comunidad autónoma de Andalucía. Posee una longitud de 2050 metros y un ancho promedio de 40 metros.

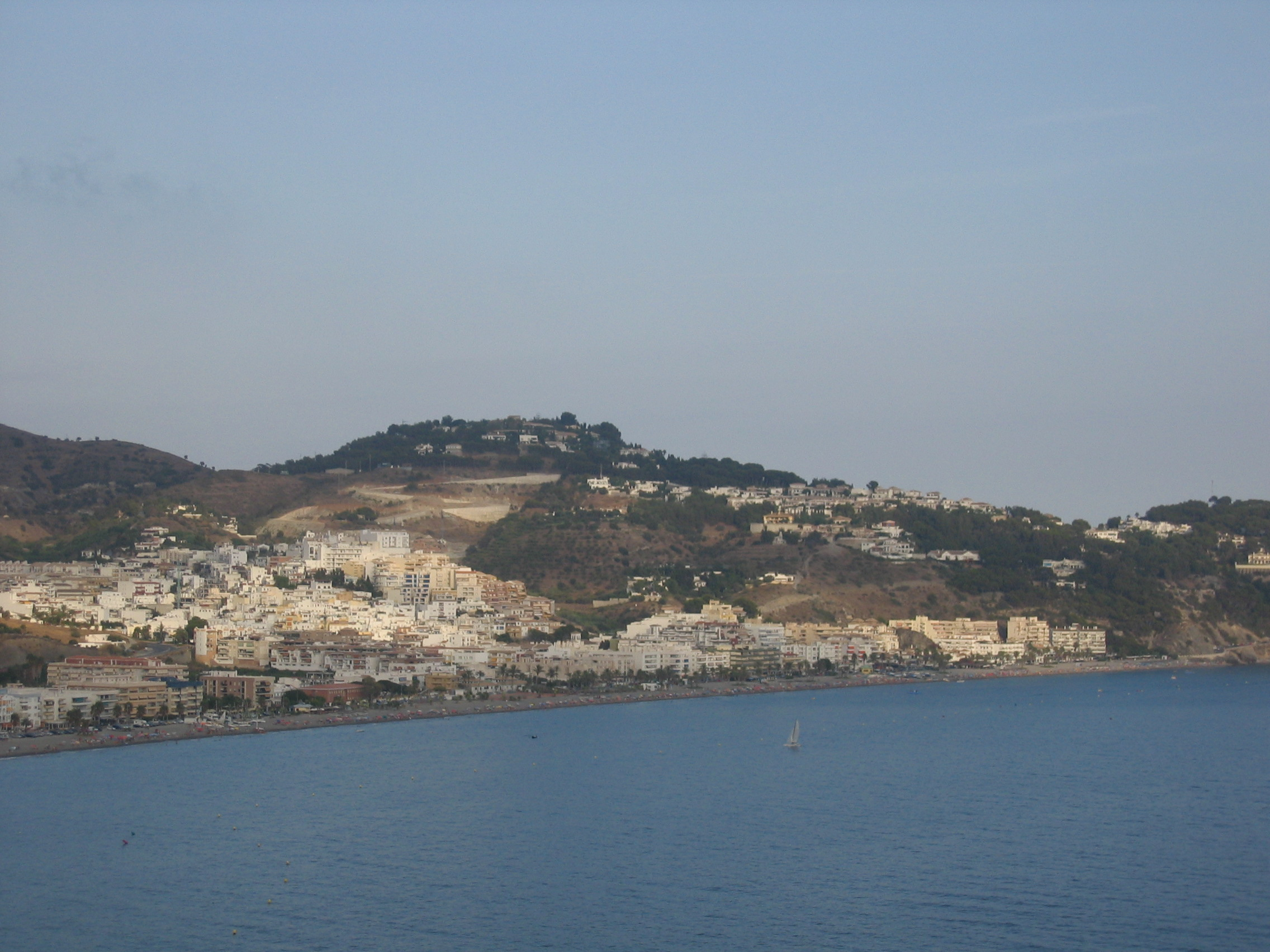
Playa de La Herradura desde Cerro Gordo.